# Vuelta del Porvenir San Luis
La Vuelta del Porvenir San Luis est une course cycliste par étapes créée en 2020, qui se déroule dans la province de San Luis dans le centre de l'Argentine. Elle fait partie du calendrier de l'UCI America Tour depuis 2022.
L'édition 2021 est annulée en raison de la pandémie de coronavirus.

## Palmarès
| Année | Vainqueur        | Deuxième           | Troisième        |                  |
| ----- | ---------------- | ------------------ | ---------------- | ---------------- |
| 2020  | Sergio Fredes    | Fabio Duarte       | Walter Vargas    |                  |
| 2021  | annulé/abandonné | annulé/abandonné   | annulé/abandonné | annulé/abandonné |
| 2022  | Nicolás Tivani   | Mauricio Quiroga   | Aldemar Reyes    |                  |
| 2023  | Martín Vidaurre  | Franklin Archibold | Nicolás Paredes  |                  |